# John Thaw
John Edward Thaw, CBE (3 de janeiro de 1942 - 21 de fevereiro de 2002) foi um ator inglês. Ele é mais conhecido por seu papel na série Inspector Morse. Foi homenageado em 1993 como Comandante da Ordem do Império Britânico e ganhou o BAFTA de melhor ator em televisão em 1990 e 1993.

## Carreira
Seu primeiro papel no cinema foi uma pequena participação na adaptação de A Solidão do Corredor de Fundo (1962) estrelado por Tom Courtenay, também atuou no teatro ao lado de Laurence Olivier em Semi-Detached (1962) de David Turner. Entre 1964 e 1966, estrelou como Sargento John Mann na série Redcap. Ele também participou como convidado em um episódio inicial de Os Vingadores.
Thaw é mais lembrado por dois papéis na televisão: o detetive Jack Regan em The Sweeney (1975-1978), e o Inspetor Chefe Endeavor Morse em Inspector Morse (1987-93). Esta última tornou-se uma das séries de TV mais populares do Reino Unido; os três episódios finais, exibidos em 2000, foram vistos por 18 milhões de pessoas, cerca de um terço da população britânica. Thaw ganhou o prêmio de "Ator Mais Popular" e dois prêmios BAFTA por seu desempenho como Morse.